# كريستوفر غاريت
كريستوفر غاريت (بالإنجليزية: Christopher Garrett)‏ هو عالم محيطات بريطاني، ولد في 1943 في Bude ‏ في المملكة المتحدة.